# امرسون هاف
امرسون هاف (انگلیسی: Emerson Hough؛ ۱ ژانویه ۱۸۵۷ – ۱ ژانویه ۱۹۲۳) یک رمان‌نویس اهل ایالات متحده آمریکا بود که عمده شهرتش، به واسطه نوشتن آثاری در سبک داستان غربی و تاریخی است. از آثار او می‌توان به واگن سرپوشیده و حباب میسیسیپی (۱۹۰۲) اشاره کرد. از روی کار اول، اقتباسی سینمایی به نام واگن سرپوشیده (۱۹۲۳) ساخته شده و دومی، پرفروش‌ترین اثر نویسنده و چهارمین اثر پرفروش سال ۱۹۰۲ در آمریکا بوده است.